# Kimstads distrikt
Kimstads distrikt är ett distrikt i Norrköpings kommun och Östergötlands län. 
Distriktet ligger i sydväst om Norrköping. 

## Tidigare administrativ tillhörighet
Distriktet inrättades 2016 och utgör socknen Kimstad i Norrköpings kommun.
Området motsvarar den omfattning Kimstads församling hade vid årsskiftet 1999/2000.